# ピート・ブロック
ピート・ブロック（Pete Brock、1936年11月15日 - ）はアメリカ合衆国の元レーシングカーデザイナー。1960年代前半に、当時所属していたシェルビー・アメリカンにてシェルビー・デイトナのボディデザインを手がけたことで良く知られる。
1966年、Brock Racing Enterprises (通称BRE)を設立し、日野、日産、トヨタなどのメーカーと組んでレース活動を開始した。
特に知られているのが、フェアレディ2000、240Z（SCCAチャンピオン1970-71）、510ブルーバード（Trans-Am Series2.5L チャンピオン1971-72）による活躍である。
1972年にBREを解散。
現在はワシントン州シアトルに在住し、フリーの自動車評論家及びカメラマンとして活動している。
また、スーパーフォーマンス社 によるシェルビー・デイトナのレプリカ、通称ブロック・クーペのボディデザインにも関わり、既に120台以上が生産されている。
オリジナルのシェルビー・デイトナは数年に1度、競売に出品されることがあり、車両の紹介ビデオなどにキャロル・シェルビーと共に姿を見せることがある。